# Philadelphia Orchestra
Philadelphia Orchestra är en amerikansk symfoniorkester i Philadelphia, Pennsylvania. Känd för sin virtuosa skicklighet, ansågs orkestern under Eugene Ormándys ledarskap mellan 1930- och 1980-talen vara en av världens främsta symfoniorkestrar.
Orkestern bildades år 1900 som en utveckling av Philadelphia Symphonic Society. Den första konserten gavs i november och 1901 uppträdde den till förmån för soldater i Filippinsk-amerikanska kriget. Konserterna blev så populära, att den inledningsvis temporära gruppen ombildades till en permanent orkester och blev sålunda Philadelphias första symfoniorkester. Dess första dirigent var Fritz Scheel och när denne avled 1907 värvades dirigenten vid kungariket Württembergs hov, Karl Pohlig. Mest framgångsrik var perioden under Leopold Stokowski, som introducerade nya symfonier och experimenterade med arrangemang. 1936 gjorde orkestern en rikstäckande turné.

## Dirigenter
- 1900–1907: Fritz Scheel
- 1907–1912: Karl Pohlig
- 1912–1938: Leopold Stokowski
- 1938–1981: Eugene Ormándy
- 1981–1992: Riccardo Muti
- 1993–2003: Wolfgang Sawallisch
- 2003–2008: Christoph Eschenbach
- 2012–: Yannick Nézet-Séguin